# UN-Sonderberichterstatter für Nordkorea
Die Stelle des Sonderberichterstatters zur Menschenrechtssituation in Nordkorea (engl.: Special Rapporteur on the situation of human rights in the Democratic People's Republic of Korea) wurde 2004 vom UN-Menschenrechtsrat geschaffen, um die Menschenrechtssituation in Nordkorea, die durch ein totalitäres, durch die sogenannte Chuch’e-Ideologie geprägtes politisches System und Isolierung von der Welt geprägt ist, zu beobachten und Empfehlungen zu ihrer Verbesserung zu geben.

## Geschichte
Als Ergebnis des Zweiten Weltkrieges gab es in Korea den Norden, der von der Sowjetunion kontrolliert wurde, und den Süden, der unter dem Einfluss der USA stand. Im Norden installierte die sowjetische Besatzungsmacht ein stalinistisches Einheitsparteien-System unter Kim Il-sung (1948–1994), das von seinem Sohn Kim Jong-il (1994–2011) und seinem Enkel Kim Jong-un (seit 2011) fortgeführt wurde. Nach dem Koreakrieg erfuhr die nordkoreanische Gesellschaft während des Kalten Krieges eine durchgreifende Militarisierung. Obwohl Nordkorea zu den Unterzeichnerstaaten des Internationalen Bürgerrechts- sowie des Sozialrechtspaktes gehört, werden dem Staat regelmäßig schwerwiegende Verstöße gegen die Menschenrechte vorgeworfen. In vielen Rankings  wie etwa dem Demokratieindex liegt Nordkorea weltweit auf den letzten Plätzen.

## Das UN-Mandat
2004 schuf der UN-Menschenrechtsrat das Mandat für den Sonderberichterstatter für die Menschenrechtssituation in Nordkorea durch seine Resolution E/CN.4/2004/13. Seither wird es regelmäßig verlängert.
Die Sonderberichterstatterin hat die Aufgabe, Informationen von allen relevanten Akteuren zu sammeln, die Menschenrechtssituation und auch die humanitäre Lage in Nordkorea zu beurteilen und Empfehlungen für Verbesserungen abzugeben. Sie erstellt jährlich Berichte an den Menschenrechtsrat und die UN-Generalversammlung.
Für die Sonderberichterstatterin gilt ein Verhaltenskodex des UN-Menschenrechtsrats. Sie arbeitet ehrenamtlich und ist in ihrer Amtsführung unabhängig. Die Amtszeit eines Mandats ist auf maximal zweimal drei Jahre begrenzt.
Die Arbeit der Sonderberichterstatterin für Nordkorea wird durch den extremen Mangel an Informationen aus Nordkorea erschwert. Um dem Geschehen in dem hochisolierten Land möglichst nahe zu kommen, besuchen die Amtsträger regelmäßig Südkorea, da die nordkoreanische Regierung Besuche der Sonderberichterstatterin, die als „Marionette“ der Vereinigten Staaten bezeichnet wird, strikt ablehnt.

## Amtsinhaber
- Vitit Muntarbhorn –  Thailand  2004–2010
- Marzuki Darusman –  Indonesien 2010–2016
- Tomas Ojea Quintana –  Argentinien  2016–2022
- Elizabeth Salmón –  Peru seit 2022

## Publikationen (Auswahl)
- Report of the Special Rapporteur on the situation of human rights in the Democratic People’s Republic of Korea, Elizabeth Salmón (A/HRC/52/65), 9. März 2023
- Media Statement by the UN Special Rapporteur on the situation of human rights in the Democratic People’s Republic of Korea, 2. September 2022